# 41: صورة لأبي
41: صورة لأبي هو كتاب صدر عام 2014 من تأليف جورج دبليو بوش لوالده جورج إتش دبليو بوش. نُشر الكتاب في 11 نوفمبر 2014. تمت مراجعة الكتاب في صحيفة نيويورك تايمز  والفايننشال تايمز  وصحيفة وول ستريت جورنال  وذا تايمز  واشنطن بوست  وغيرها.

## الروابط الخارجية
- مناقشة مع جورج دبليو بوش حول 41: صورة لأبي ، 11 نوفمبر 2014 ، C-SPAN